# Faro di Ancona
Il faro di Ancona si trova a Monte Cappuccini, da cui prende il nome, all'interno del Parco del Cardeto. A poca distanza si trova il vecchio faro, che è stato in funzione dal 1860 fino al 1965, anno in cui è stato sostituito dal nuovo faro.

## Storia

### Faro vecchio
(Targa posta all'esterno del vecchio faro)
La Lanterna, costruita nel 1734 sul Molo Clementino per volere di papa Clemente XII, fu per un secolo il faro della città.
L'8 agosto 1859, per volere di papa Pio IX, che partecipò alla cerimonia di posa della prima pietra, iniziarono i lavori per la costruzione del vecchio faro di Ancona, su progetto di Henry Lepaute. Nel sistema di illuminazione si sarebbero utilizzate le lenti di Fresnel di 2º ordine, da poco inventate, che permettono una grande potenza luminosa, pur avendo un volume ridotto. Il faro entrò in funzione il 10 luglio 1860; fu l'ultima opera pubblica compiuta sotto l'amministrazione pontificia: il 29 settembre, infatti Ancona entrava a far parte del Regno di Sardegna.; il segnale era formato da un lampo bianco ogni 45 secondi ed ogni lampo era preceduto da quattro secondi di luce più tenue.
Dopo una chiusura di quasi quarant'anni, la ristrutturazione del 2000 aveva dato una nuova vita alla storica torre, simbolo dimenticato della città dorica; grazie all'opera dei volontari del circolo anconitano di Legambiente, nel giro di quattro anni il faro vecchio è stato visitato da migliaia di cittadini e turisti, diventando una delle principali mete turistiche dell'intera città. Ciononostante, a causa di un gradino rotto, dal 2005 non è possibile visitare il faro vecchio. Dato che il monumento appartiene al demanio, il Comune di Ancona non può occuparsi direttamente della sistemazione della scala, per quanto l'intervento richiesto sia minimo e nonostante il faro di Ancona, nel 2003, sia stato inserito tra i monumenti da restaurare con i fondi del gioco del lotto.
Nei pressi del faro vecchio, si trova la batteria del Semaforo, una postazione ottocentesca per cannoni a difesa della città; il luogo è un punto panoramico sul porto, sul golfo e sul Duomo.

### Faro nuovo
Nel 1965 fu autorizzata la costruzione di un nuovo faro, a circa 200 m a sud-est rispetto al vecchio, che entrò in funzione nel 1972 ed è tuttora in uso. Anch'esso utilizza lenti di Fresnel, ma il suo segnale è stato mutato: in un ciclo di trenta secondi esso emette quattro lampi seguiti da un periodo di buio di quattordici secondi.

## Descrizione degli edifici

### Torre del faro vecchio
Il vecchio faro, alto circa 20 m, ha la forma di una torre cilindrica in mattoni, con coronamento in beccatelli e base rettangolare. Una scala a chiocciola in pietra d'Istria conduce alla sommità avvolgendosi intorno al pozzo cilindrico del peso-motore. Dal terrazzo, di forma anulare, si gode una vista spettacolare sulla città, sul Golfo di Ancona, sul porto e sul mare aperto. Si possono osservare anche le due lanterne che segnalano l'ingresso al porto: quella verde posta al molo sud e quella rossa su quello nord. A fianco del faro erano stati costruiti gli alloggi del sorvegliante, recentemente demoliti.

### Torre del faro nuovo

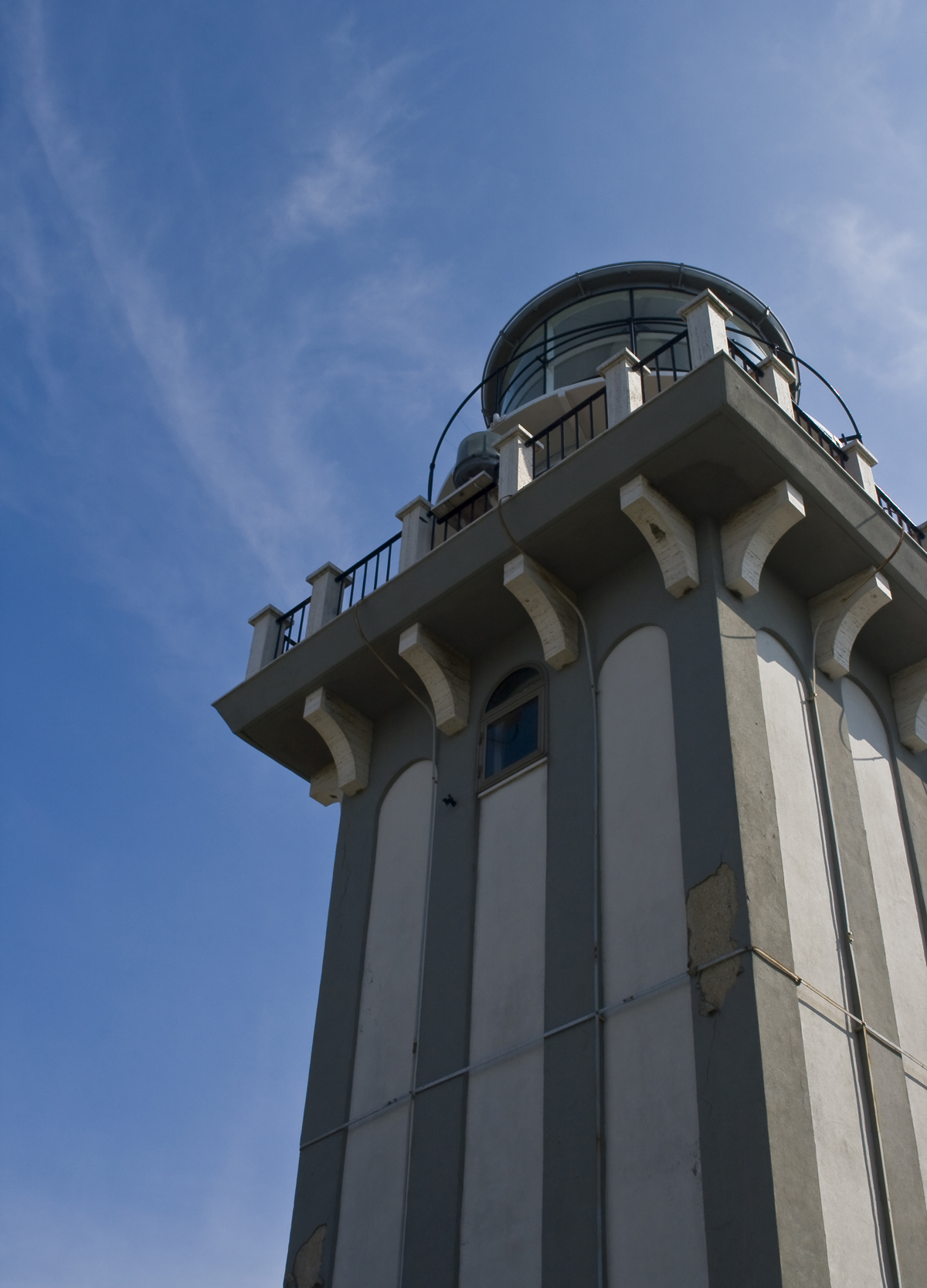
Il faro nuovo.

Il nuovo faro ha un'altezza di 15 m e si trova a 104 m s.l.m. Ha la forma di torre quadrata con i vertici diretti verso i quattro punti cardinali.

## L'esperimento di Guglielmo Marconi
Nei pressi del faro è stata posta una targa per ricordare l'esperimento che qui effettuò Guglielmo Marconi nel 1904.
Si riporta il resoconto dell'esperienza fatto da Quintino Bonomo, il comandante della nave sulla quale era arrivato Marconi in città:
...Nella notte dal 7 all'8 agosto, verso le 24:00, Marconi, il Comandante della Nave Sardegna Cav. Nícastro Enrico, il Comandante Quintino Bonomo, il Tenente di Vascello Caprioli, l'assistente di Marconi Mr. Kemp, il suo segretario Kershaw, si recarono a Monte Cappuccini - Ancona - per ricevere i segnali che doveva trasmettere la stazione di Poldhu distante circa 1750 km. (...) Alle una meno qualche minuto Marconi, dopo aver opportunamente sintonizzato gli apparati con la stazione di Poldhu, si mise in ascolto. (...) Tutti poterono con meraviglia constatare la chiarezza e la forza dei segnali, principalmente in considerazíone sia della limitata capacità dell'aereo della stazione, sia del gran tratto di terre montuose interposto tra Monte Cappuccini e Poldhu. (...) Inoltre egli volle far constatare ai presenti, gli effetti della luce solare sulle comunicazioni a gran distanza. È noto che l'influenza della luce tende a ridurre la forza dei segnali, e quindi la portata della trasmissione; e tale osservazione si deve a Marconi, che ne fece cenno, in seguito alle esperienze del febbraio 1902 sul transatlantico Philadelphia, in una lettera del 13 giugno dello stesso anno alla "Royal Institution" di Londra... È inutile dire che anche questi risultati furono controllati con meraviglia da tutti i presenti...